# Kanton Archiac
Archiac is een voormalig kanton van het Franse departement Charente-Maritime. Het kanton maakte deel uit van het arrondissement Jonzac. Het werd opgeheven bij decreet van 27 februari 2014, met uitwerking op 22 maart 2015.

## Gemeenten
Het kanton Archiac omvatte de volgende gemeenten:
- Allas-Champagne
- Archiac (hoofdplaats)
- Arthenac
- Brie-sous-Archiac
- Celles
- Cierzac
- Germignac
- Jarnac-Champagne
- Lonzac
- Neuillac
- Neulles
- Saint-Ciers-Champagne
- Saint-Eugène
- Saint-Germain-de-Vibrac
- Sainte-Lheurine
- Saint-Maigrin
- Saint-Martial-sur-Né